# Caldeira das Sete Cidades
A Caldeira das Sete Cidades é o maior lago de água doce dos Açores, ocupando uma área de 4,35 km quadrados na parte oeste da ilha de São Miguel. A lagoa das Sete Cidades é um duplo lago composto pelas lagoas Verde e Azul, ligadas por canal pouco profundo atravessado por uma ponte baixa sobre a qual passa a estrada de acesso à freguesia das Sete Cidades. No seu interior situa-se a Lagoa das Sete Cidades.
O comprimento máximo do lago, no sentido norte-sul, é de 4,2 km, por uma largura de 2,0 km. A profundidade máxima é de 33 m. Existem muitas lendas sobre estas duas lagoas, incluindo a da princesa e do pastor.
Foi considerada no dia 11 de Setembro de 2010 como uma das SETE MARAVILHAS DE PORTUGAL.

## Vulcão das Sete Cidades
O Vulcão das Sete Cidades, forma uma maciço vulcânico, o Maciço das Sete Cidadea, que constitui o extremo ocidental da ilha de São Miguel. É um grade estratovulcão poligenético, do tipo vulcão central com caldeira, no interior da qual, para além das duas grandes lagoas e de duas outras de menor dimensão, se identificam diversos aparelhos vulcânicos, entre os quais cones de pedra pomes, maars e domos. 
Embora este vulcão não tenha sido palco de atividade eruptiva histórica (pese embora a possibilidade de uma erupção por volta de 1440 seja referida), corresponde, provavelmente, ao sistema vulcânico do arquipélago dos Açores com maior frequência eruptiva nos últimos 5 000 anos, produzindo pelo menos 17 erupções explosivas centradas na caldeira nesse período.
O Vulcão das Sete Cidades é limitado a norte, oeste, e sul pelo mar, terminado em falésias de erosão bem marcadas. Para leste, entre o Vulcão das Sete Cidades e o Vulcão do Fogo, desenvolve-se a Região dos Picos, com cerca de 23 km de de largura, cobrindo uma área de cerca de 200 km2. Grande parte da extensão desta região de transição entre maciços corresponde a uma área pouco elevada, dominada pela presença de cerca de 300 centros emissores, principalmente cones de escórias gerados no decurso de episódios vulcânicos recentes com emissão de piroclastos  basálticos, dois dos quais formados por erupções históricas (isto é registadas após o povoamento da ilha) em 1563 e 1652.
Formado há cerca de 50 000 anos, o Sistema Vulcânico da Região dos Picos é o mais recente da ilha de São Miguel, preenchendo o canal de mar que em tempos separou os vulcões das Sete Cidades e do Fogo. No decurso da história eruptiva do vulcão, registaram-se eventos tanto explosivos como efusivos, tendo o material extruído dado origem a depósitos vulcaniclásticos e escoadas lávicas.